# Cathartes
O género Cathartes ("purificador" em grego) inclui aves necrófagas da família dos urubus e condores (Cathartidae). Existem três espécies classificadas neste género. Os urubus do gênero Cathartes ocorrem em todo o continente americano.
Todos as espécies Cathartes apresentam as cabeças sem penas com pele de cor brilhante (amarela brilhante ou alaranjada na cabeça do urubu-de-cabeça-amarela e urubu-da-mata, e vermelho vivo no urubu-de-cabeça-vermelha).

## Taxonomia
Cathartes é o único género desta família que não é monotípico.
Apesar de serem confundidas frequentemente com abutres, eles são da família dos urubus e condores.